# Союз 7К-Л1С № 3С
Зонд Л1С-1 (7К-Л1С № 3С) — радянський міжпланетний корабель, спробу запуску якого здійснено 11 лютого 1969 року. Запуск відбувався в рамках льотних випробувань комплексу Н-1-Л3. У результаті аварії на першому ступені на 70-й секунді польоту політ припинився, капсула була відстрілена системою аварійного порятунку і здійснила м'яку посадку в 32-35 км від місця старту.

## Завдання
Ця місія була першою для перевірки потужного носія Н-1 (SL-15/N-1). Первинною місією корабля був обліт Місяця, повернення спускного апарата на Землю.
Корисне навантаження у вигляді капсули типу Зонд з автоматичними відео камерами і манекеном у посадковому модулі, повинне було бути виведеним на місячну орбіту. Камери були б використані для запису потенційних місць посадки для майбутніх пілотованих польотів.

## Політ
Запуск відбувся в 12:18:06 за московським часом. На 3—7 секунді після старту двигуни № 12 і 24 припинили роботу через помилку в системі управління, але інші двигуни автоматично компенсували збурення в траєкторії, що виникли. На 25 секунд двигуни були вимкнені, щоб мінімізувати вібрації в момент максимального динамічного опору. На 66 секунд після старту на висоті близько 30 км двигуни припинили роботу через розрив труби окислювача, що стався через вібрації, в результаті чого перший ступінь вмить був охоплений вогнем, а коротке замикання електропроводки в результаті спричинило видачу хибної команди на вимкнення всіх двигунів і турбонасос вибухнув. Це змусило всі інші двигуни першого ступеня на 70-й секунді припинити роботу, і як наслідок відстрілити блок корисного навантаження, піднявши капсулу Зонд на безпечну висоту.
Н-1 впала на Землю і вибухнула на відстані від 45 до 50 км похилої дальності від місця запуску, капсула корабля «Зонд» приземлилася вдало. Так була перевірена на практиці надійність системи аварійного порятунку.